# تزریق وریدی

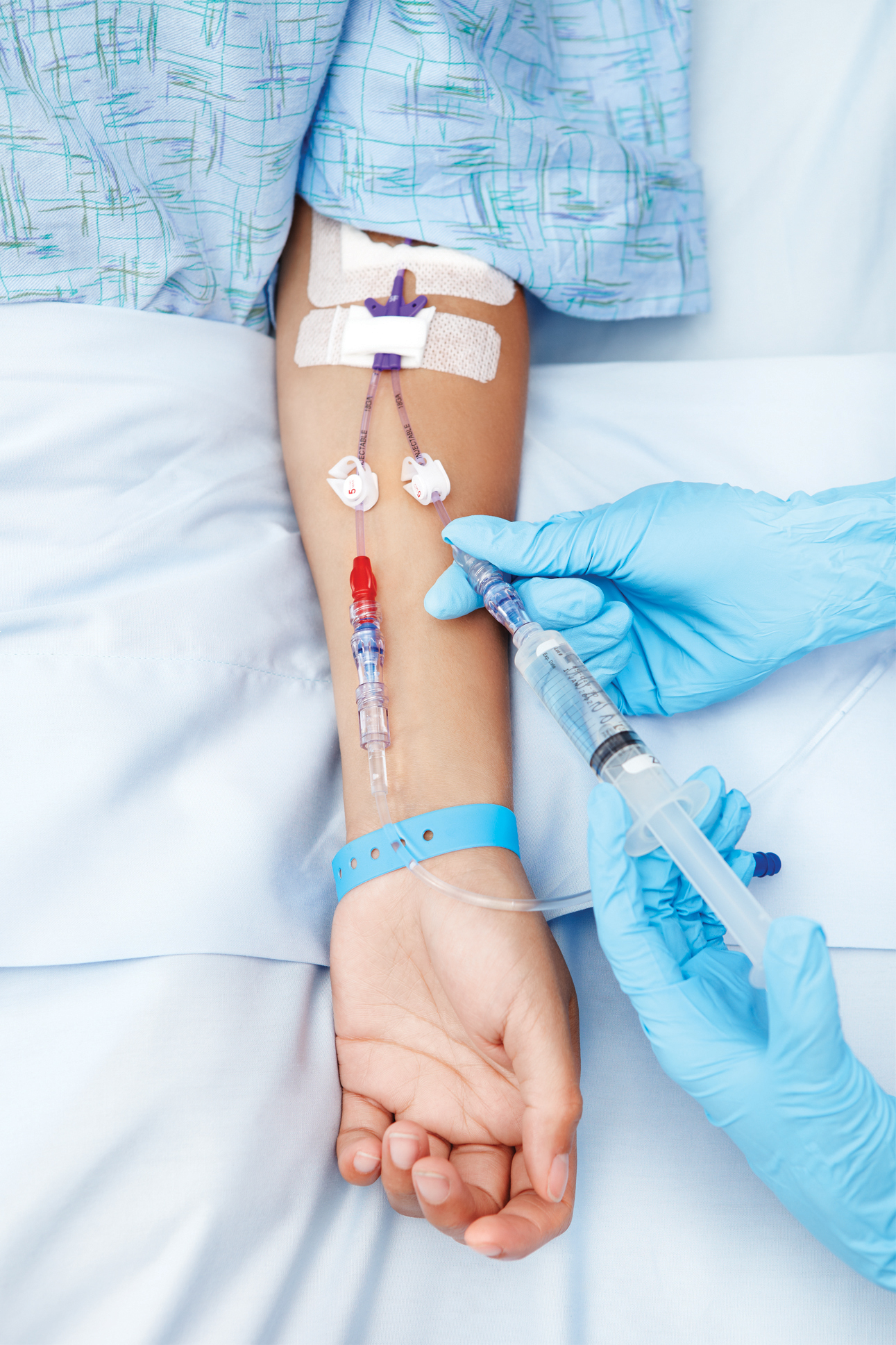
سرم درمانی: بیمار مواد مورد نیازش را از راه سرم دریافت می‌کند.

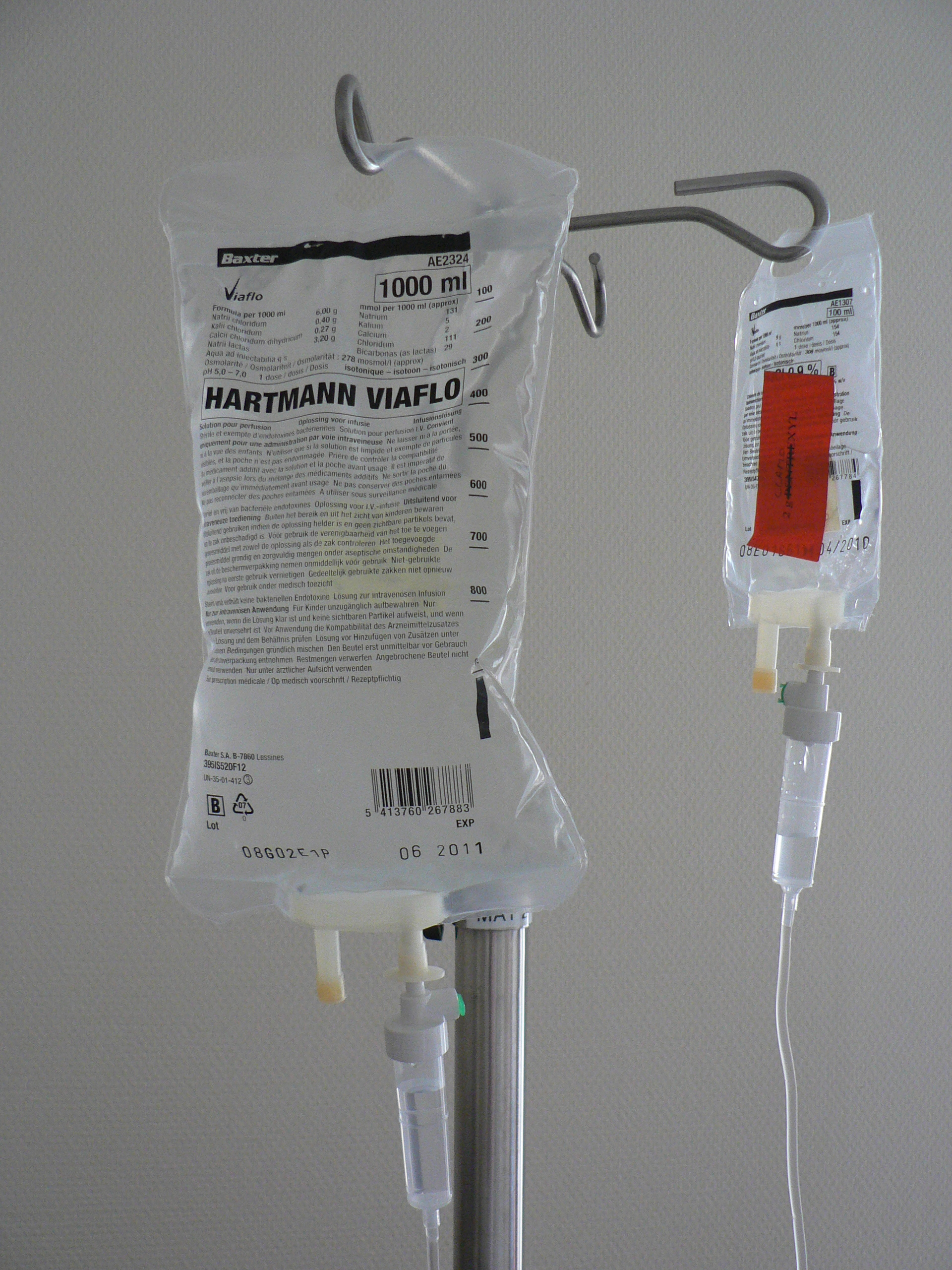
کیسه سرم به همراه لوله‌های ارتباط دهنده به رگ، بر روی میله نگهدارنده

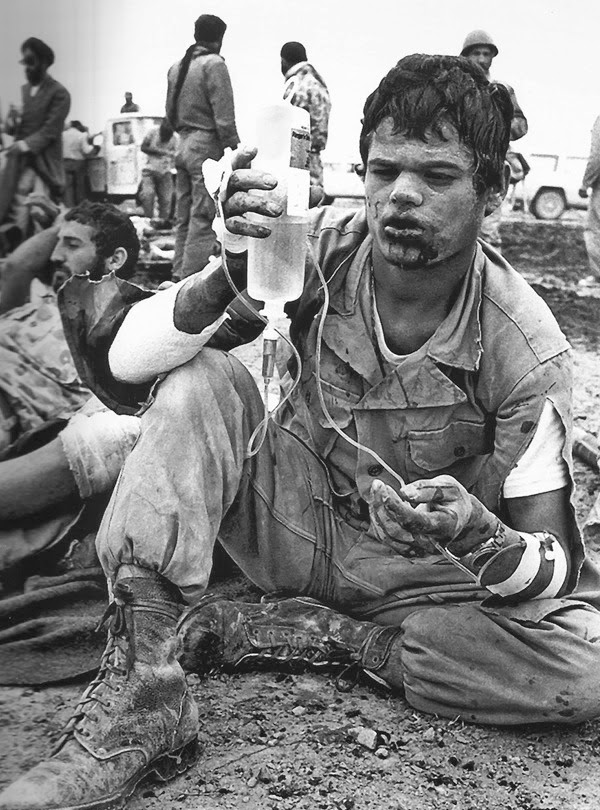
یک سرباز ایرانی در حال گرفتن سرم

تزریق داخل وریدی یا تزریق وریدی (به انگلیسی: Intravenous therapy) به تزریق سرم یا دارو به داخل سیاه رگ بیمار گفته می‌شود. در مقایسه با سایر روش‌های تجویز دارو تزریق داخل وریدی ممکن است به دلایلی از جمله نیاز به درمان سریع بیمار (مانند اورژانس‌ها)، عدم توانایی تجویز خوراکی مانند بیمار دارای تهوع شدید یا در کما، تخریب دارو در اثر روشهای دیگر تجویز مانند اپی نفرین وریدی.

## توصیف کلی
درمان داخل وریدی (به اختصار درمان IV)"I همان Injection(تزریق) و V همان Vein(رگ، ورید)» یک تکنیک پزشکی است که مایعات، داروها و مواد مغذی را مستقیماً وارد رگ فرد می‌کند. راه تزریق داخل وریدی معمولاً برای آبرسانی مجدد یا تامین مواد مغذی برای کسانی که نمی‌توانند یا نمی‌خواهند به دلیل کاهش حالات ذهنی یا موارد دیگر، غذا یا آب را از طریق دهان مصرف کنند، استفاده می‌شود. همچنین ممکن است برای تجویز داروها یا سایر درمان‌های پزشکی مانند فرآورده‌های خونی یا الکترولیت‌ها برای اصلاح عدم تعادل الکترولیت استفاده شود. تلاش‌هایی برای ارائه درمان داخل وریدی در اوایل دهه ۱۴۰۰ میلادی! ثبت شده است، اما این عمل تا دهه ۱۹۰۰ میلادی پس از توسعه تکنیک‌هایی برای استفاده ایمن و مؤثر، رایج نشد. راه داخل وریدی سریعترین راه برای رساندن داروها و جایگزینی مایعات در سراسر بدن است، زیرا آنها مستقیماً به سیستم گردش خون وارد می‌شوند و بنابراین به سرعت توزیع می‌شوند. به همین دلیل از راه تزریق وریدی نیز برای مصرف برخی از داروهای تفریحی و مخدر به خصوص هروئین که شناخته شده‌ترین آن است، استفاده می‌شود. بسیاری از درمان‌ها به‌صورت «Bulus» یا یک‌بار دوز تجویز می‌شوند، اما ممکن است به‌عنوان انفوزیون طولانی یا قطره‌ای نیز تجویز شوند. عمل انجام یک درمان به صورت داخل وریدی، یا قرار دادن یک خط داخل وریدی ("خط IV") برای استفاده بعدی، روشی است که فقط باید توسط یک متخصص ماهر انجام شود. ابتدایی‌ترین دسترسی داخل وریدی شامل سوراخ کردن سوزنی پوست و ورود به سیاهرگی است که به سرنگ یا لوله خارجی متصل است. این برای انجام درمان مورد نظر استفاده می‌شود. در مواردی که بیمار احتمالاً در مدت کوتاهی مداخلات متعددی از این قبیل را دریافت می‌کند (با در نتیجه خطر ضربه به ورید)، عمل عادی این است که کانولایی را وارد کنند که یک انتهای آن در ورید باقی می‌ماند و درمان‌های بعدی را می‌توان به راحتی از طریق آن انجام داد. لوله در انتهای دیگر در برخی موارد، چندین دارو یا درمان از طریق همان خط IV تجویز می‌شود. خطوط IV اگر به یک ورید بزرگ نزدیک به قلب ختم شود به عنوان «خطوط مرکزی» یا اگر خروجی آنها به یک ورید کوچک در محیطی مانند بازو باشد به عنوان «خطوط محیطی» طبقه بندی می‌شود. یک خط IV را می‌توان از طریق یک ورید محیطی عبور داد تا به قلب ختم شود که به آن «کاتتر مرکزی وارد شده محیطی» یا خط PICC می‌گویند. اگر شخصی به درمان طولانی مدت داخل وریدی نیاز داشته باشد، ممکن است یک پورت پزشکی کاشته شود تا دسترسی مکرر آسان‌تر به ورید را بدون نیاز به سوراخ کردن مکرر ورید فراهم کند. یک کاتتر همچنین می‌تواند از طریق قفسه سینه وارد ورید مرکزی شود که به عنوان یک خط تونلی شناخته می‌شود. نوع خاص کاتتر مورد استفاده و محل قرار دادن تحت تأثیر ماده مورد نظر و سلامت وریدها در محل مورد نظر قرار می‌گیرد. قرار دادن خط IV ممکن است باعث درد شود، زیرا لزوماً شامل سوراخ کردن پوست است. عفونت و التهاب (به نام فلبیت) نیز هر دو از عوارض جانبی شایع خط IV هستند. اگر از همان ورید مکرراً برای دسترسی داخل وریدی استفاده شود، فلبیت ممکن است بیشتر باشد (حالت حساسیت و اگزما و نهایتاً عفونت زیرجلدی کمی طویل در زیرجلدپوست و محل‌های تزریقات) و در نهایت می‌تواند به یک طناب سخت تبدیل شود که برای دسترسی IV نامناسب است. تجویز ناخواسته یک درمان در خارج از ورید، که خارج کردن عروق یا نفوذ نامیده می‌شود، ممکن است عوارض جانبی دیگری نیز ایجاد کند.

## استفاده‌ها

### استفاده‌های پزشکی

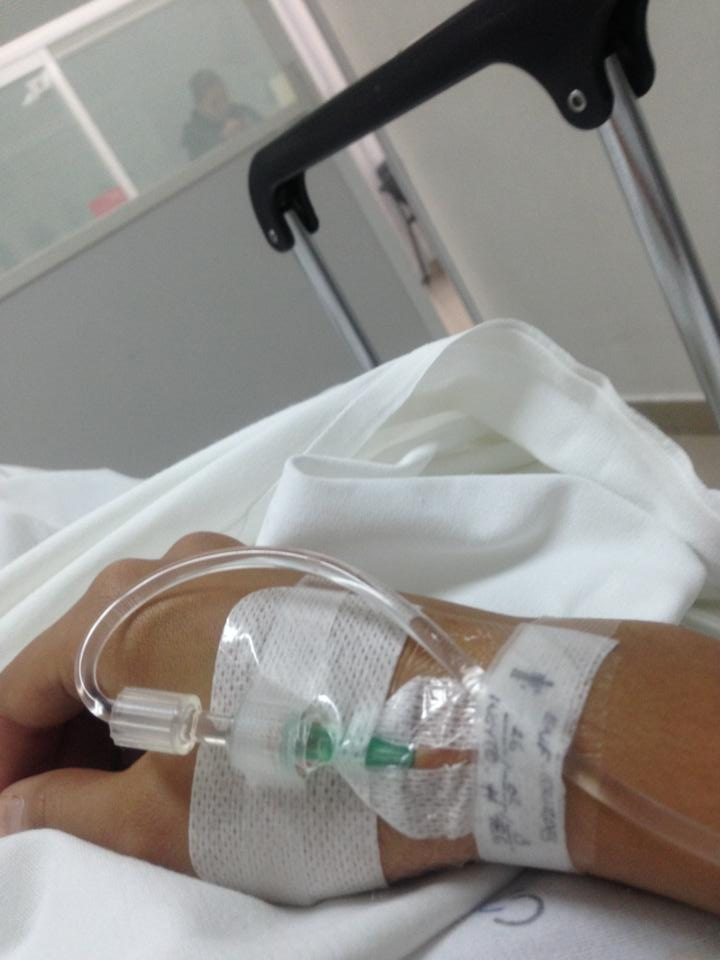

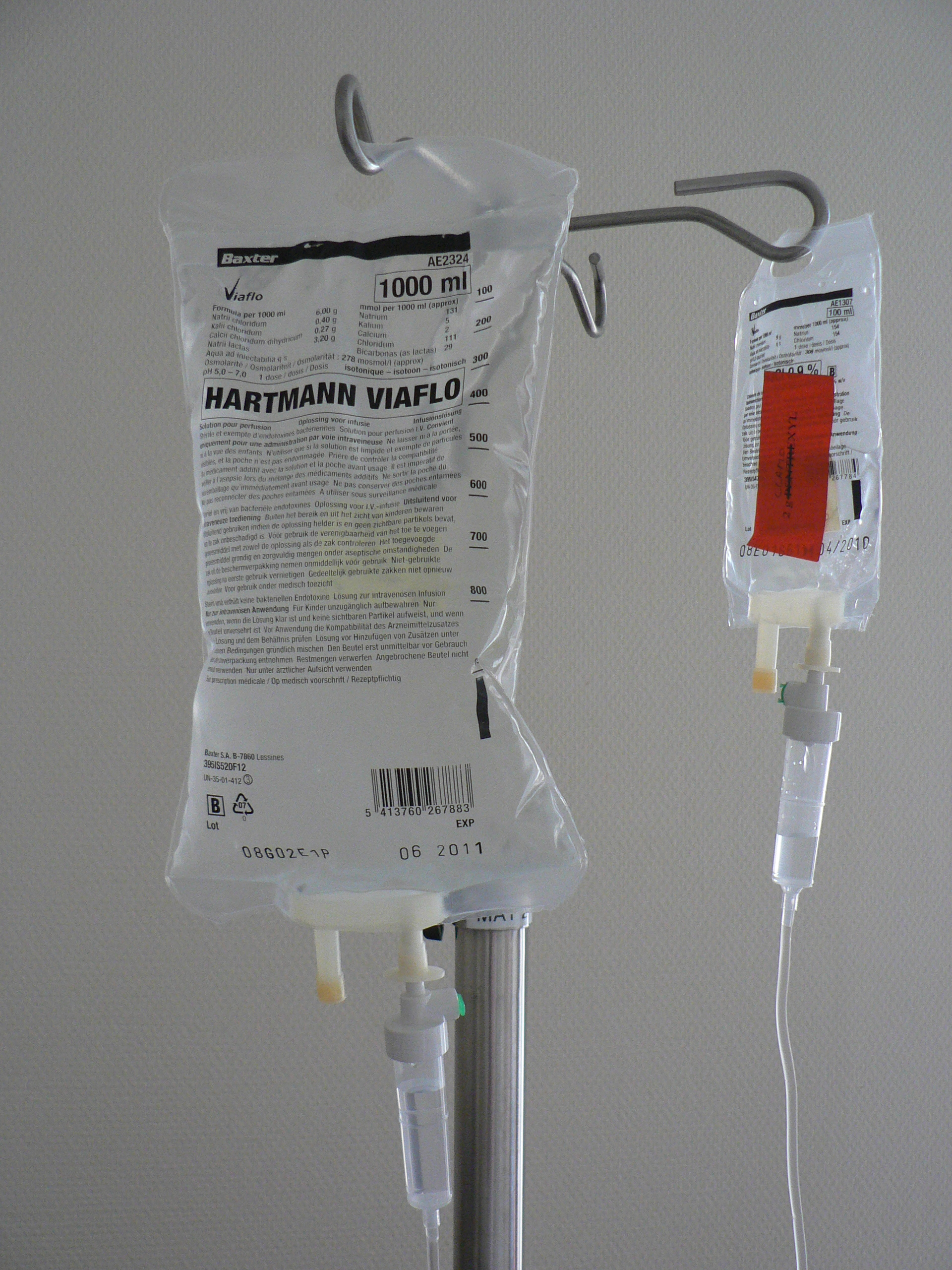
سمت چپ:فردی که مایعات را از طریق یک خط داخل وریدی در مچ دریافت می‌کند. سمت راست:کیسه‌های IV روی یک قطب متصل به خطوط تزریقی

دسترسی داخل وریدی برای تجویز داروها و جایگزینی مایعات استفاده می‌شود که باید در سراسر بدن توزیع شود، به خصوص زمانی که توزیع سریع مورد نظر باشد. یکی دیگر از کاربردهای تجویز اجتناب از متابولیسم عبور اول در کبد است. موادی که ممکن است به صورت داخل وریدی انفوزیون شوند عبارتند از حجم دهنده‌ها، فرآورده‌های مبتنی بر خون، جایگزین‌های خون، داروها و تغذیه.

## سرم درمانی
سرم درمانی اصطلاحاً به تزریق مایعات (سرم) داخل ورید بیمار برای درمان گفته می‌شود. اینکار در مواقع از دست دادن سریع مایعات مانند خونریزی، اسهال، استفراغ و سوختگیها ضرورت می‌یابد. البته از روش تزریق داخل وریدی گاه برای جایگزِینی آب و الکترولیت مورد نیاز انسان مثلاً در انجام اعمال جراحی یا درمان افرادی که به دلایلی نمی‌توانند از راه دهان غذا بخورند استفاده می‌شود.